# Lecce nei Marsi
Lecce nei Marsi es un municipio situado en el territorio de la Provincia de L'Aquila, en Abruzos (Italia).

## Demografía
| Gráfica de evolución demográfica de Lecce nei Marsi entre 1861 y 2001 |
|                                                                       |
| fuente ISTAT - elaboración gráfica a cargo de Wikipedia               |